# NGC 3223
NGC 3223 (другие обозначения — IC 2571, ESO 375-12, MCG -6-23-23, IRAS10193-3400, PGC 30308) — спиральная галактика (Sb) в созвездии Насоса. Открыта Джоном Гершелем в 1835 году.
Отношение дисперсии скоростей в направлении, перпендикулярном плоскости диска, к дисперсии в радиальном направлении в галактике составляет 1,21. Это значительно выше, чем ожидается для галактики типа Sb. Отношение массы к светимости в фотометрической полосе Ks составляет от 0,5 до 1,7 M⊙/L⊙. В фотометрической полосе B спиральная структура галактики выглядит флоккулентной и многорукавной, в то время как в полосе K' наблюдается симметричная структура с двумя рукавами. По всей видимости, структура, наблюдаемая в полосе B, больше связана с распределением газа и пыли в галактике, чем с концентрацией в них массы.
Этот объект входит в число перечисленных в оригинальной редакции «Нового общего каталога». В 1897 году галактику наблюдал Льюис Свифт. И Гершель, и Свифт в своих записях указали верные координаты, но «открытие» Свифта привело к тому, что галактика получила также обозначение IC 2571 в Индекс-каталоге — вероятно, из-за ошибки Джона Дрейера при составлении каталога.
Галактика NGC 3223 входит в состав группы галактик NGC 3223. Помимо NGC 3223 в группу также входят ещё 16 галактик.